# Banadzor
Banadzor (in armeno Բանաձոր?, in azero Banazur) o Binedarasi è una comunità rurale del distretto di Xocavənd in Azerbaigian, facente parte fino al 2020 della  regione di Hadrut nella repubblica dell'Artsakh (fino al 2017 denominata repubblica del Nagorno Karabakh) situata pochi chilometri a sud del capoluogo regionale.

Secondo il censimento 2005 contava poco meno di centocinquanta abitanti.
Ha dato i natali nel 1923 a Sarghis Baghdasaryan, l'autore del monumento "Siamo le nostre montagne", eretto nel 1967 e divenuto simbolo dell'Artsakh.

## Storia
Durante il periodo sovietico, il villaggio faceva parte del distretto di Hadrut dell'Oblast' Autonoma del Nagorno Karabakh. Durante la Prima guerra del Nagorno Karabakh, il villaggio fu distrutto e spopolato insieme ad altri 16 insediamenti nei distretti di Hadrut e Shusha nell'ambito dell'Operazione Anello del 1991. Questa operazione fu condotta dall'esercito sovietico, dalle truppe interne del Ministero degli Affari Interni (MVD) dell'URSS e dalle unità OMON della Repubblica Socialista Sovietica dell'Azerbaigian. Il villaggio passò sotto il controllo delle forze armene il 2 ottobre 1992. Dopo la Prima guerra del Nagorno Karabakh, il villaggio venne amministrato come parte della regione di Hadrut della Repubblica di Artsakh. Il villaggio passò sotto il controllo dell'Azerbaigian durante la guerra del Nagorno Karabakh del 2020.

## Monumenti e luoghi d'interesse
Tra i siti del patrimonio storico presenti nel villaggio e nei suoi dintorni vi sono la cappella di Spitak Tgha (armeno: Սպիտակ տղա) risalente al periodo compreso tra il XII e il XIV secolo, la chiesa di Surb Astvatsatsin del XVII secolo (armeno: Սուրբ Աստվածածին, "Santa Madre di Dio"), un cimitero risalente al periodo compreso tra il XVII e il XIX secolo e un ponte del XIX secolo.